# Просянська сільська рада (Марківський район)
| Просянська сільська рада — колишній орган місцевого самоврядування у Марківському районі Луганської області з адміністративним центром у с. Просяне. Сільській раді підпорядковані населені пункти: - с. Просяне - с. Лимарівка - с. Розсохувате |

## Склад ради
Рада складається з 14 депутатів та голови.

### Керівний склад ради
| ПІБ                   | Основні відомості                                                 | Дата обрання | Дата звільнення |
| --------------------- | ----------------------------------------------------------------- | ------------ | --------------- |
| Чалий Сергій Іванович | Сільський голова, 1955 року народження, освіта, безпартійний      | 26.03.2006   | 31.10.2010      |
| Чалий Сергій Іванович | Сільський голова, 1955 року народження, освіта вища, безпартійний | 31.10.2010   |                 |

Примітка: таблиця складена за даними джерела